# El Portezuelo, Sinaloa
El Portezuelo är en ort i Mexiko.   Den ligger i kommunen Cosalá och delstaten Sinaloa, i den centrala delen av landet, 900 km nordväst om huvudstaden Mexico City. El Portezuelo ligger 470 meter över havet och antalet invånare är 108.
Terrängen runt El Portezuelo är lite kuperad, och sluttar österut. Runt El Portezuelo är det mycket glesbefolkat, med 6 invånare per kvadratkilometer. Närmaste större samhälle är Cosalá, 4,5 km söder om El Portezuelo. I omgivningarna runt El Portezuelo växer i huvudsak lövfällande lövskog.